# في بروج (فلم)
في بروج (بالإنجليزية: In Bruges) هو فيلم كوميديا سوداء وجريمة (2008)، من تأليف وإخراج مارتن ماكدونا. يُعتبر هذا الفيلم أول أفلام ماكدونا الطويلة. الفيلم من بطولة كولين فاريل وبرندان غيلسون في دور قاتلين مأجورين أيرلنديين متخفّيين، ويشارك في الفيلم الممثل رالف فانيس في دور رئيسهما الغاضب. تجري أحداث الفيلم في مدينة بروج في بلجيكا حيث صُوّر.
كان فيلم إن بروج (في بروج) فيلم الليلة الافتتاحية لمهرجان صاندانس السينمائي لعام 2008، عُرض الفيلم في إصدار محدود في الولايات المتّحدة في 8 فبراير من 2008.
أكسب الفيلم فاريل جائزة غولدن غلوب لأفضل ممثل عن فيلم موسيقي أو كوميدي، وترّشح غيلسون للجائزة نفسها. فاز ماكدونا بجائزة الأكاديمية البريطانية للأفلام عن أفضل سيناريو أصلي، وترّشح لجائزة الأوسكار لأفضل سيناريو أصلي أيضاً.

## حبكة الفيلم
يطلق القاتل المأجور المبتدئ راي النار على كاهن خلال الاعتراف منفّذاً للأوامر، لكنّه يقتل صبياً في الكنيسة عن طريق الخطأ. يرسل مديرهما هاري كلّ من راي ومعلّمه كين إلى بروج، حيث ينتظران المزيد من التعليمات. يجد كين هذه المدينة ساحرةً وغريبةً، بينما لا يكنّ لها راي سوى مشاعر الاحتقار.
يصادف راي وكين موقع تصوير فيلم يتضمّن ممثلاً قزماً يجده راي مسلّياً. ينجذب راي إلى كلوي، وهي تاجرة مخدّرات محلّية تعمل بصفتها مساعدة إنتاج بشكل جزئي. يصطحبها راي إلى مطعم، حيث يدخلان في جدال مع زوجين كنديين (يعتقدان بأنهما أمريكيين)، وينتهي الأمر بإفقادهما الوعي. تذهب كلوي إلى شقتها برفقة راي، حيث يبدآن بممارسة الجنس قبل أن يدخل صديقها السابق إيريك ويهدّد راي باستخدام مسدس. ينزع راي السلاح من إيريك ويطلق على وجهه رصاصات فارغة فيعميه في عين واحدة. تعترف كلوي بأنها تسرق السياح برفقة إيريك، لكنّها تصر على أنها قد أخبرت إيريك بأن راي لم يكن مستهدفاً. يقضي راي وكين ليلة مزعجة برفقة القزم جيمي، الذي يتعاطى الكوكايين ويتشدّق بشأن الحرب القادمة بين السود والبيض.
يتّصل هاري بكين ويأمره بقتل راي بسبب قتله لذلك الطفل عن طريق الصدفة، معتبراً بأنه أمر لا يُغتفر. يلحق كين براي إلى حديقة ويستعدّ لقتله على مضض باستخدام المسدس الذي زوّده به أحد معارف هاري الذي يُدعى يوري. على الرغم من ذلك، يبدو راي مضطرباً بسبب قتله لذلك الصبي، لذا يستعدّ لقتل نفسه باستخدام سلاح إريك المحشو. يحاول كين إيقاف راي، ثم يخبره بالأمر الذي تلّقاه من هاري ويطلب منه مغادرة بروج والبدء بصفحة جديدة في أي مكان آخر. يمنح كين بعض المال لراي، ثم يضعه في قطار متّجه إلى مدينة أخرى بعد أن صادر سلاحه لمنع أي محاولة انتحارية أخرى. يعترف كين بالحقيقة لهاري، الذي يتّجه مباشرةً إلى بروج مفعماً بالغضب من عصيان كين. يذهب هاري إلى يوري لاستعارة سلاح، فيدرك إريك (ابن يوري) نيّته.
يتعرّف الزوجان الكنديان –الذين اعتدى راي عليهما في المطعم- على راي في القطار، فتلقي الشرطة القبض عليه وتصطحبه إلى بروج. تدفع كلوي كفالةً لإخراجه من السجن، ثم يذهبان سوّيةً لاحتساء شراب في ساحة السوق أسفل برج جرس بروج. يصل هاري إلى بروج ويجري في الشارع متّجهاً إلى فندق راي، لكنّه يرى كين جالساً بالقرب من مقهى. يحتسي الرجلان الشراب، بينما يتباهى هاري بنفسه قائلاً بأنه كان ليقتل نفسه لو قتل طفلاً. يزعم كين بأن راي يمتلك القدرة على التغير ويستحقّ فرصة للتوبة. لا يقتنع هاري بهذا الكلام ثم يقترح كين أن يصعدا إلى أعلى برج الجرس، حيث يوجّه هاري مسدّسه في وجه كين الذي يرفض المقاومة. لا يتمكّن هاري المشوش من قتل كين، لذا يطلق النار على ساقه معاقباً إيّاه بسبب عدم قتله لراي. يصعد إريك –الذي يساعد كين أسفل البرج- لإخبار هاري بأنه قد رأى راي في الساحة. يحاول كين نزع سلاح هاري، لكنّه يفشل فيطلق هاري النار على رقبته ويسرع بالنزول إلى أسفل البرج. يحاول كين الزحف إلى أعلى البرج مجدداً بينما ينزف بشدة، ثم يقفز باتجاه الساحة. يهرع راي إلى جثّة كين المشوّهة ليُدرك مجيء هاري إلى بروج. يخبره كين قبل أن يموت بأن يأخذ سلاحه، إلا أن السلاح قد كُسر بسبب السقطة.
يطارد هاري راي إلى الفندق؛ ترفض المالكة ماري الحامل دخول هاري، حتى مع توجيهه للسلاح نحوها. يوافق هاري وراي على مواصلة المطاردة باتجاه القناة لحماية المالكة وطفلها الذي لم يولد بعد، ثم يقفز راي إلى بارجة عابرة. يستطيع هاري جرح راي بعد إطلاقه للنار من مسافة بعيدة. يتعثر راي في الشارع حيث يُصور فيلم جيمي. استطاع هاري اللحاق براي ثم أطلق النار عليه بشكل متكرر حتى انهار. تصيب إحدى الرصاصات الطائشة جيمي (الذي يرتدي زي تلميذ) مفجرًا رأسه. يعتقد هاري أنه قتل طفلاً، وعلى الرغم من محاولة راي إخبار هاري بحقيقة جيمي إلا أنه يقتل نفسه. يحمل كل من كلوي وماري وإريك راي إلى سيارة إسعاف. يوضح راي طبيعة الجحيم راويًا بأنها الخلود في مدينة بروج، ويصرّح بأنه يأمل حقًا ألا يموت.

## روابط خارجية
- مقالات تستعمل روابط فنية بلا صلة مع ويكي بيانات